# Absaroka (projet d'État)
L'Absaroka (/æbsɑːrəkə/ ; « enfants de l'oiseau à grand bec » en crow) est une région aux États-Unis, à cheval sur les États du Dakota du Sud, du Montana et du Wyoming, dont des habitants ont envisagé en 1939 de faire sécession pour créer un État à part entière.

## Histoire

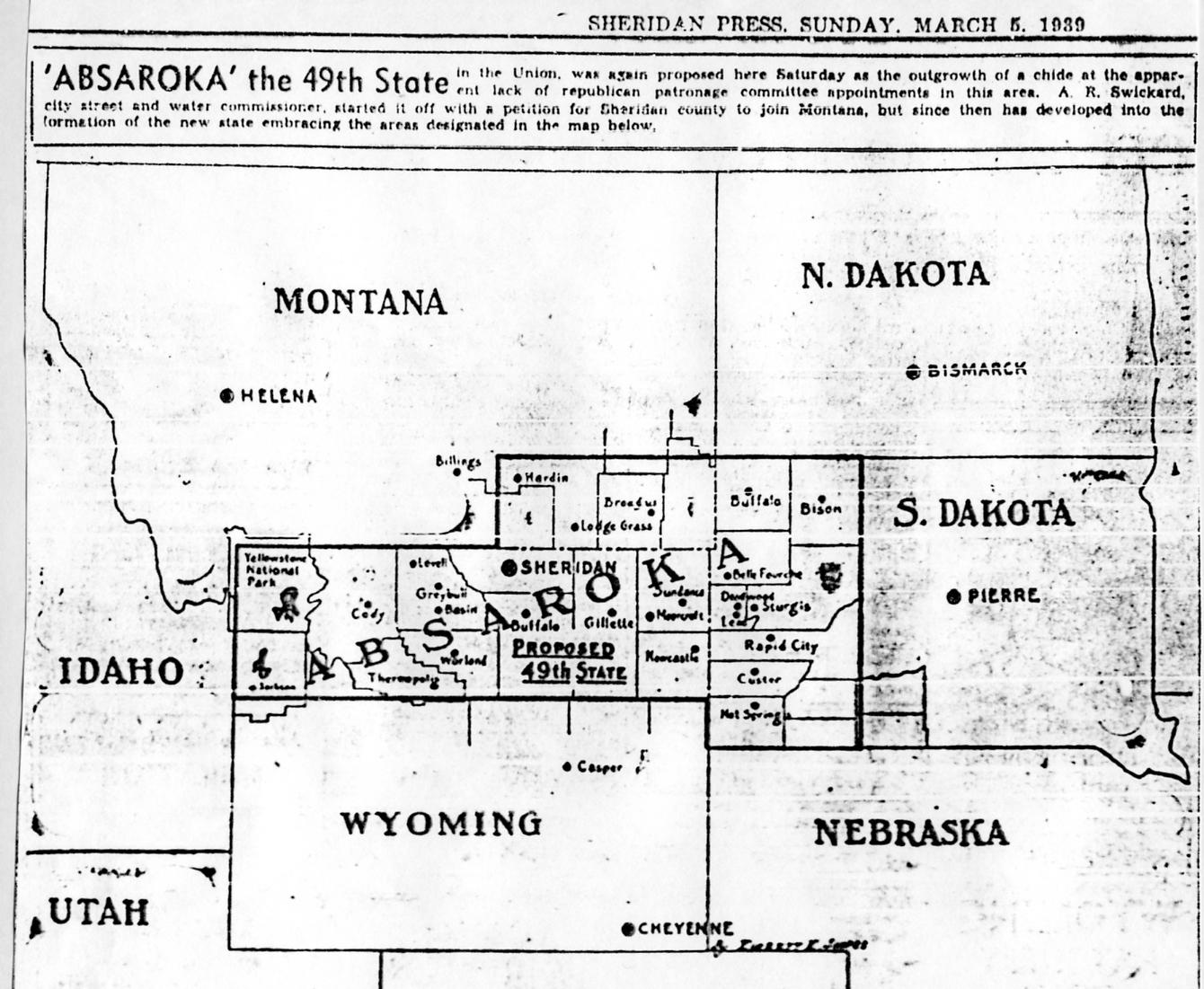
Carte contemporaine.

Le territoire, qui englobe la chaîne de montagnes homonyme, est dévolu aux peuples Crows et Sioux, en vertu du traité de Fort Laramie (1851).
À l'époque du New Deal un mécontentement profond sourd chez les éleveurs et agriculteurs indépendants de territoires reculés des États du Dakota du Sud, du Montana et du Wyoming, qui s'opposent aux politiques menées par leurs gouverneurs démocrates. En 1939 un des leaders du mouvement, A. R. Swickard, se proclame gouverneur et fait de sa ville de Sheridan la capitale de son prétendu État. Les sécessionnistes misent sur l'accroissement du tourisme dans la région, portée par l'édification (1927-1941) du monument du mont Rushmore.
L'idée fait florès auprès des habitants : des plaques d'immatriculation d'automobiles au nom de l'Absaroka sont gravées, une Miss Absaroka 1939 est élue et honorée.
Mais le mouvement fait long feu et ce projet de 49e État ne se concrétisera jamais. Le principal témoignage de son existence provient du Federal Writers' Project, qui relate l'épisode comme exemple d'excentricité dans l'Ouest américain.